# Бесна
Бесна (пол. Biesna) — село в Польщі, у гміні Лужна Горлицького повіту Малопольського воєводства.
Населення — 735 осіб (2011).
У 1975-1998 роках село належало до Новосондецького воєводства.

## Демографія
Демографічна структура станом на 31 березня 2011 року:
|          | Загалом | Допрацездатний вік | Працездатний вік | Постпрацездатний вік |
| -------- | ------- | ------------------ | ---------------- | -------------------- |
| Чоловіки | 371     | 106                | 233              | 32                   |
| Жінки    | 364     | 82                 | 213              | 69                   |
| Разом    | 735     | 188                | 446              | 101                  |